# SHALOM (satellite)
SHALOM, acronimo di Spaceborne Hyperspectral Applicative Land and Ocean Mission, è una missione spaziale scientifica congiunta dell'Agenzia spaziale israeliana e dell'Agenzia Spaziale Italiana per sviluppare un satellite iperspettrale per l'osservazione della Terra.
La missione è stata decisa nel 2010 ed inizialmente doveva essere composta da due satelliti. Il satellite sarà costruito da Leonardo, Thales Alenia Space, IAI ed Elbit Systems e l'inizio dell'operatività è previsto per il 2021. Sarà dotato di tecnologie iperspettrali per l'osservazione nelle bande visibile e infrarossa vicina (VNIR), infrarossa in onda corta (SWIR) e pancromatica.